# Schwächezone
Eine tektonische Schwächezone ist meistens eine steil liegende Struktur der Erdkruste mit einer geringeren Festigkeit als die Umgebung.
Typische Schwächezonen sind:
- die Ränder der Kontinentalplatten (meistens globale Phänomene); siehe Plattentektonik
- die Grabenbrüche (großräumige Phänomene); siehe z. B. Großer Afrikanischer Grabenbruch oder Oberrheingraben
- Geologische Störungen (regional bis lokal); siehe auch Gebirgsbildung und Sedimentbecken.

Die rezenten – d. h. bis heute aktiven – Schwächezonen machen sich meistens durch Bewegungen der Krustenteile bemerkbar, die sich geologisch, durch geophysikalische Phänomene und durch geodätische Vermessungsnetze nachweisen lassen. Typische Bewegungsraten sind einige mm pro Jahr, die an scharfen Störungslinien schon auf wenigen Metern Distanz auftreten können.
Flächige Schwächezonen sind oft die Ursache ausgedehnter Senkungsgebiete der Erdkruste, die sich auch in die Erdgeschichte zurückverfolgen lassen.